# Campeonato de Euskadi del Cuatro y Medio 2002
La XIV edición del Campeonato de Euskadi del Cuatro y Medio, competición de pelota vasca en la variante de pelota mano profesional de primera categoría, se disputó en el año 2002. Fue organizada conjuntamente por Asegarce y ASPE, las dos principales empresas dentro del ámbito profesional de la pelota a mano.
Aimar Olaizola fue el campeón, después de vencer por 22-13 a Abel Barriola en la final disputada en el Frontón Ogueta de Vitoria el día 29 de diciembre de 2002.

## Primera ronda
| Fecha    | Frontón y localidad               | Rojo            | Azul      | Tanteo |
| -------- | --------------------------------- | --------------- | --------- | ------ |
| 13/10/02 | Astelena, Éibar                   | Nagore          | Xala      | 22-12  |
| 13/10/02 | Municipal de Najera, Nájera       | Armendariz      | Rai       | 22-21  |
| 12/10/02 | Ogueta, Vitoria                   | Esain           | Etxaniz   | 22-21  |
| 19/10/02 | Municipal de Bergara, Vergara     | Patxi Ruiz      | Elkoro    | 22-06  |
| 20/10/02 | Astelena, Éibar                   | Berasaluze VIII | Agirre    | 09-22  |
| 19/10/02 | Municipal de Bergara, Vergara     | Medina          | Galarza V | 07-22  |
| 19/10/02 | Municipal de Balmaseda, Valmaseda | Olaizola II     | Goñi III  | 22-05  |
| 19/10/02 | Burunda, Alsasua                  | Tirapu          | Imaz      | 22-19  |

## Segunda ronda
| Fecha    | Frontón y localidad               | Rojo        | Azul       | Tanteo |
| -------- | --------------------------------- | ----------- | ---------- | ------ |
| 26/10/02 | Municipal de Balmaseda, Valmaseda | Nagore      | Armendariz | 22-13  |
| 27/10/02 | Astelena, Éibar                   | Esain       | Patxi Ruiz | 22-18  |
| 25/10/02 | Baztan, Elizondo                  | Agirre      | Galarza V  | 18-22  |
| 26/10/02 | Labrit, Pamplona                  | Olaizola II | Tirapu     | 22-07  |

## Tercera ronda
| Fecha    | Frontón y localidad  | Rojo       | Azul        | Tanteo |
| -------- | -------------------- | ---------- | ----------- | ------ |
| 02/11/02 | , Sangüesa           | Olaizola I | Nagore      | 10-22  |
| 03/11/02 | Astelena, Éibar      | Goñi II    | Esain       | 10-22  |
| 01/11/02 | Adarraga, Logroño    | Titin III  | Galarza V   | 22-08  |
| 02/11/02 | Madalensoro, Oyarzun | Koka       | Olaizola II | 06-22  |

## Octavos de final
| Fecha    | Frontón y localidad | Rojo     | Azul        | Tanteo |
| -------- | ------------------- | -------- | ----------- | ------ |
| 10/11/02 | Astelena, Éibar     | Capellan | Nagore      | 22-14  |
| 09/11/02 | Adarraga, Logroño   | Alustiza | Esain       | 16-22  |
| 09/11/02 | Adarraga, Logroño   | Unanue   | Titín III   | 22-17  |
| 11/11/02 | , Cegama            | Otaegi   | Olaizola II | 07-22  |

## Cuartos de final
| Fecha    | Frontón y localidad           | Rojo     | Azul        | Tanteo |
| -------- | ----------------------------- | -------- | ----------- | ------ |
| 15/11/02 |                               | Barriola | Capellán    | 22-06  |
| 17/11/02 | Astelena, Éibar               | Eugi     | Esain       | 21-22  |
| 16/11/02 | Municipal de Bergara, Vergara | Lasa III | Unanue      | 10-22  |
| 17/11/02 | Labrit, Pamplona              | Beloki   | Olaizola II | 07-22  |

## Liguilla de Semifinales
| Fecha    | Frontón y localidad | Rojo     | Azul        | Tanteo |
| -------- | ------------------- | -------- | ----------- | ------ |
| 23/11/02 |                     | Barriola | Unanue      | 22-13  |
| 24/11/02 |                     | Esain    | Olaizola II | 11-22  |
| 30/11/02 |                     | Barriola | Olaizola II | 16-22  |
| 01/12/02 |                     | Unanue   | Esain       | 22-16  |
| 07/12/02 |                     | Unanue   | Olaizola II | 08-22  |
| 10/12/02 |                     | Barriola | Esain       | 22-12  |

### Clasificación de la liguilla
| Pelotari | Pelotari    | Partidos jugados | Partidos ganados | Partidos perdidos | Puntos a favor | Puntos en contra | Dif. |
| -------- | ----------- | ---------------- | ---------------- | ----------------- | -------------- | ---------------- | ---- |
| 1        | Olaizola II | 3                | 3                | 0                 | 66             | 35               | +31  |
| 2        | Barriola    | 3                | 2                | 1                 | 58             | 47               | +11  |
| 3        | Unanue      | 3                | 1                | 2                 | 43             | 60               | -17  |
| 4        | Esain       | 3                | 0                | 3                 | 39             | 66               | -27  |

## Final
| Fecha    | Frontón y localidad | Rojo        | Azul     | Tanteo |
| -------- | ------------------- | ----------- | -------- | ------ |
| 29/12/02 | Ogueta, Vitoria     | Olaizola II | Barriola | 22-13  |

- Datos: Q8257722